# Arcidiocesi di Los Altos, Quetzaltenango-Totonicapán

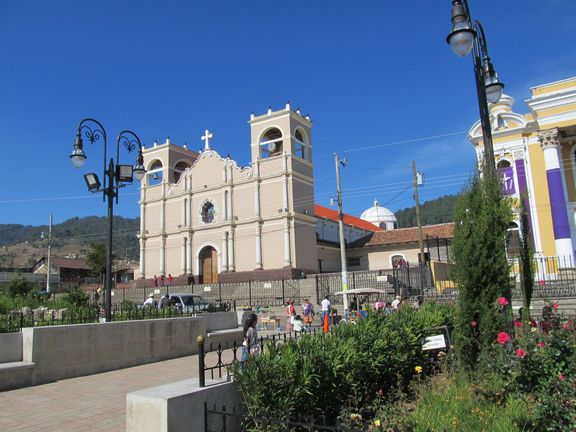
La concattedrale di San Michele arcangelo a Totonicapán.

L'arcidiocesi di Los Altos, Quetzaltenango-Totonicapán (in latino Archidioecesis Altensis, Quetzltenanguensis-Totonicapensis) è una sede metropolitana della Chiesa cattolica in Guatemala. Nel 2023 contava 712 076 battezzati su 1 424 152 abitanti. È retta dall'arcivescovo Víctor Hugo Palma Paúl.

## Territorio
L'arcidiocesi comprende i dipartimenti guatemaltechi di Quetzaltenango e di Totonicapán.
Sede arcivescovile è la città di Quetzaltenango, dove si trova la cattedrale dello Spirito Santo. A Totonicapán sorge la concattedrale di San Michele arcangelo. Los Altos è il nome comunemente utilizzato per indicare la regione del Guatemala attorno a Quetzaltenango.
Il territorio si estende su 3.012 km² ed è suddiviso in 38 parrocchie.

### Provincia ecclesiastica
La provincia ecclesiastica di Los Altos, Quetzaltenango-Totonicapán, istituita nel 1996, comprende le seguenti suffraganee:
- la diocesi di San Marcos, eretta il 10 marzo 1951;
- la diocesi di Sololá-Chimaltenango, eretta con il nome di diocesi di Sololá il 10 marzo 1951, ha assunto il nome attuale il 31 dicembre 1996;
- la diocesi di Huehuetenango, eretta come prelatura territoriale il 22 luglio 1961 ed elevata a diocesi il 23 dicembre 1967;
- la diocesi di Quiché, eretta il 27 aprile 1967;
- la diocesi di Suchitepéquez-Retalhuleu, eretta il 31 dicembre 1996.

## Storia
La diocesi di Los Altos fu eretta il 27 luglio 1921 con la bolla Suprema di papa Benedetto XV, ricavandone il territorio dall'arcidiocesi di Santiago di Guatemala, di cui era originariamente suffraganea.
Il 10 marzo 1951 cedette porzioni del suo territorio a vantaggio dell'erezione delle diocesi di San Marcos e di Sololá (oggi diocesi di Sololá-Chimaltenango).
Il 13 febbraio 1996 in forza della bolla De spirituali Christifidelium di papa Giovanni Paolo II è stata elevata al rango di arcidiocesi metropolitana e ha assunto il nome attuale.
Il 31 dicembre dello stesso anno ha ceduto un'altra porzione di territorio a vantaggio dell'erezione della diocesi di Suchitepéquez-Retalhuleu.

## Cronotassi dei vescovi
Si omettono i periodi di sede vacante non superiori ai 2 anni o non storicamente accertati.
- Jorge García Cabalieros † (30 giugno 1928 - 5 aprile 1955 deceduto)
- Luis Manresa Formosa, S.I. † (30 novembre 1955 - 30 maggio 1979 dimesso)
- Óscar García Urizar † (4 marzo 1980 - 8 gennaio 1987 dimesso)
- Victor Hugo Martínez Contreras † (4 aprile 1987 - 19 aprile 2007 ritirato)
- Óscar Julio Vian Morales, S.D.B. † (19 aprile 2007 - 2 ottobre 2010 nominato arcivescovo di Guatemala)[2]
- Mario Alberto Molina Palma, O.A.R. (14 luglio 2011 - 10 dicembre 2024 ritirato)
- Víctor Hugo Palma Paúl, dal 10 dicembre 2024

## Statistiche
L'arcidiocesi nel 2023 su una popolazione di 1 424 152 persone contava 712 076 battezzati, corrispondenti al 50,0% del totale.
| anno | popolazione | popolazione | popolazione | presbiteri | presbiteri | presbiteri | presbiteri                | diaconi | religiosi | religiosi | parrocchie |
| anno | battezzati  | totale      | %           | numero     | secolari   | regolari   | battezzati per presbitero | diaconi | uomini    | donne     | parrocchie |
| ---- | ----------- | ----------- | ----------- | ---------- | ---------- | ---------- | ------------------------- | ------- | --------- | --------- | ---------- |
| 1949 | 700 000     | 1 018 079   | 68,8        | 37         | 10         | 27         | 18 918                    |         | 23        | 23        | 35         |
| 1966 | 510 000     | 550 000     | 92,7        | 61         | 23         | 38         | 8 360                     |         | 30        | 97        | 26         |
| 1968 | 193 494     | 203 677     | 95,0        | 47         | 20         | 27         | 4 116                     | 2       | 44        | 109       | 27         |
| 1976 | 585 000     | 650 000     | 90,0        | 57         | 27         | 30         | 10 263                    |         | 36        | 124       | 29         |
| 1980 | 626 000     | 710 000     | 88,2        | 48         | 22         | 26         | 13 041                    |         | 31        | 125       | 30         |
| 1990 | 858 000     | 960 000     | 89,4        | 45         | 26         | 19         | 19 066                    |         | 46        | 161       | 33         |
| 1999 | 960 000     | 1 200 000   | 80,0        | 43         | 23         | 20         | 22 325                    |         | 30        | 126       | 27         |
| 2000 | 975 000     | 1 200 000   | 81,3        | 46         | 24         | 22         | 21 195                    |         | 34        | 130       | 29         |
| 2001 | 979 000     | 1 205 000   | 81,2        | 48         | 24         | 24         | 20 395                    |         | 34        | 130       | 28         |
| 2002 | 990 000     | 1 260 000   | 78,6        | 50         | 25         | 25         | 19 800                    |         | 48        | 130       | 28         |
| 2003 | 1 002 800   | 1 272 800   | 78,8        | 48         | 26         | 22         | 20 891                    |         | 51        | 101       | 28         |
| 2004 | 1 016 000   | 1 270 000   | 80,0        | 53         | 29         | 24         | 19 169                    |         | 57        | 118       | 28         |
| 2010 | 1 123 000   | 1 404 000   | 80,0        | 52         | 30         | 22         | 21 596                    | 1       | 66        | 100       | 34         |
| 2013 | 1 208 000   | 1 510 000   | 80,0        | 61         | 34         | 27         | 19 803                    | 1       | 73        | 108       | 33         |
| 2016 | 1 121 000   | 1 401 273   | 80,0        | 66         | 39         | 27         | 16 984                    | 1       | 70        | 85        | 35         |
| 2019 | 1 203 000   | 1 506 588   | 79,8        | 71         | 45         | 26         | 16 943                    | 1       | 37        | 93        | 36         |
| 2021 | 691 545     | 1 383 089   | 50,0        | 73         | 48         | 25         | 9 473                     | 1       | 37        | 86        | 38         |
| 2023 | 712 076     | 1 424 152   | 50,0        | 75         | 45         | 30         | 9 494                     |         | 41        | 80        | 38         |